# ガニアシ
ガニアシとは昆布の根の先の部分で、長らく破棄されてきたが近年の研究により健康維持に効果が認められ、健康食材等に広く使われている。

## 由来
昆布（不等毛植物門褐藻綱コンブ目コンブ科　Laminariaceaeに属する数種の海藻の一般名称）の仮根の事で、仮根とは昆布の岩に張り付いている根の最も下部のことである。これの見た目がカニに似ていることから東北、北海道南部の漁師の間でガニアシと呼ばれるようになったのが名前の由来とされている。

## 特徴
ガニアシ部分は岩盤に付着しており、採取の際に岩盤に残ってしまうので陸揚げされる事は稀である。また、陸揚げされたとしても、非常に硬く食用とならず長い間不要な部分として廃棄されていた。しかし近年の研究によって、食用として食べられている部分よりもより多くのミネラル、食物繊維といった人体に有益な成分が含まれている事がわかってきた。

## 成分
ガニアシ部には、通常食べられている昆布の2倍ものミネラル(ナトリウム、カリウム、カルシウム、マグネシウム等)に加え、アルギン酸、フコイダン、セルロースなどの植物繊維もより多く含まれている。

## 利用とその効果
上記成分により、広く健康食品として販売されている。2000年代に入り、頭髪の脱毛症、通称ハゲへの効果も認められてきた。